# Mysterie te Camelot
Mysterie te Camelot is het dertigste stripverhaal uit de reeks van De Rode Ridder. Het is geschreven door Willy Vandersteen en getekend door Frank Sels en Eduard De Rop. De eerste albumuitgave was in 1966.

## Het verhaal
Op Camelot komen enkele Hooglanders toe. Hun leider Hogart vraagt hulp aan Koning Arthur in de strijd tegen zijn rivaal. De koning wil echter eerst de zaak onderzoeken, wat Hogart niet bevalt. De volgende dag echter wordt Hogart levenloos aangetroffen in zijn kamer. Lancelots dagge wordt aangetroffen in de kamer, maar Johan werd gezien toen hij doodsbleek de kamer uitliep en wordt zo verdachte nummer één. Als Johan weigert te zeggen met wie hij daar was wordt hij opgesloten. Als de Hooglanders hem proberen te vermoorden in zijn cel kan hij vluchten met behulp van Lancelot, die op zijn beurt in de cel belandt. De Hooglanders gaan ervandoor, zij schonden de wetten van de gastvrijheid. Johan gaat op zoek naar de derde aanwezige in Hogarts kamer maar wordt gevonden door de Hooglanders, hij ontsnapt met behulp van Merlijn. Johan komt echter tegenover Merlijn te staan als blijkt dat deze onderweg is met de spiegel uit Hogarts kamer naar een waarzegster die de beelden op de spiegel terug tot leven kan wekken. Gwendolyn de waarzegster toont de beelden aan Merlijn, maar wordt ongemerkt afgeluisterd door de Hooglanders. Ze trekken op naar de burcht waar Guinevere verblijft, die op de spiegel werd gezien. Aan de hand van de spiegel kan echter aangetoond worden dat Hogart struikelde en op zijn eigen dolk viel.